# Elster Buitenwaarden
Elster Buitenwaarden is een 145 hectare groot natuurgebied langs de Nederrijn bij Elst in de provincie Utrecht. Het ligt in het deelgebied Uiterwaarden Neder-Rijn van het Natura 2000-gebied Rijntakken. De open graslanden waaruit het grotendeels bestaat zijn belangrijk als weidevogelgebied. Een vijf hectare grote zandwinplas en een klein deel van het grasland zijn eigendom van Utrechts Landschap. In het gebied zijn in 2012 oude bouwwerken gesloopt en er vonden herinrichtingswerken plaats. 

## Herinrichting
Vanaf 2015 werkten Rijkswaterstaat, Utrechts Landschap, gemeente Rhenen en de provincie Utrecht aan een plan voor de Elster Buitenwaarden. Na de sloop van de vroegere steenfabriek en de voormalige machinistenschool werd het gebied in 2012 heringericht. Het fabrieksterrein werd deels afgegraven, waarna het overgebleven deel als terp werd ingericht. De terp biedt uitzicht op de Nederrijn. De terpen in het gebied dienen ook als vluchtplek bij hoog water voor runderen en paarden in de uiterwaarden. Op de overgang van de Elster Buitenwaarden naar de Amerongse Bovenpolder kwam een nieuwe vleermuiskelder voor de dieren die eerder in de oude steenfabriek een onderkomen hadden.
Door de gehele uiterwaard loopt een oude strang. Het deel van de sloot dat grenst aan de Amerongse Bovenpolder is uitgegraven en kreeg daarbij geleidelijk aflopende oevers. Elster Buitenwaarden is door een ecopassage onder de Rijksstraatweg N225 verbonden met de Plantage Willem III op de Utrechtse Heuvelrug. Het gebied ligt op de overgang van rivierenlandschap naar bosgebied. Door het aflopende maaiveldniveau kan er diversiteit in begroeiing ontstaan, ook al omdat delen van het gebied soms langere tijd onder water staan.
In 2019 waren er opnieuw herinrichtingswerkzaamheden. Een groot deel van het gebied werd van de voedselrijke bovenlaag ontdaan. Met de vrijkomende rivierklei werd de zandplas verondiept. Toen bleek dat de bodem van het gebied met voor mens en milieu schadelijke poly- en perfluoralkylstoffen (pfas) was verontreinigd werden de werkzaamheden abrupt gestaakt. Nadat de plannen waren aangepast kon het natuurherstelproject in 2023 worden hervat en op 4 september 2024 vond de opening plaats.

Amerongse Bos
· Amerongse Bovenpolder
· Landgoed Beerschoten
· Beukenburg
· Biltse Duinen
· Birkhoven
· Blauwe Kamer
· Blikkenburg
· Bloeidaal
· Bornia
· Bosch en Duin
· Breeveen
· Broekerbos
· Buitenplaatsen Driebergseweg
· Dartheide
· Elster Buitenwaarden
· Grebbeberg
· Heidestein
· Hoge Ginkel
· Hooge Kampse Plas
· Hoog Moersbergen
· Houdringe
· Juliusput
· Kasteelbos Renswoude
· De Kievit
· Kooilust
· Kozakkenput
· De Krakeling
· Laarsenberg
· De Leyen
· Lockhorsterbos
· Lunenburgerwaard
· Maartensdijkse Bos
· Middelwaard
· Moersbergen
· Niënhof
· Noordhout
· Okkersbos
· Oostbroek
· Over-Holland
· Palmerswaard
· De Paltz
· Panbos
· Plantage Willem III
· Pleinesbos
· De Pol
· Ridderoordse Bos
· Sandenburg
· Sandwijck
· De Schammer
· Stameren
· Landgoed Stoutenburg
· Viaanse Bos
· Viaanse polders en uiterwaarden
· Vikinghof
· Park Vliegbasis Soesterberg
· Vijverbos
· Vijverhof
· Voordorpse polder
· Willem Arntszbos
· Witte Hull
· De Woerd
· Wulperhorst
· Zeisterbos